# Myrciaria disticha
Myrciaria disticha är en myrtenväxtart som beskrevs av Otto Karl Berg. Myrciaria disticha ingår i släktet Myrciaria och familjen myrtenväxter.

## Underarter
Arten delas in i följande underarter:
- M. d. bahiensis
- M. d. disticha